# Andrej Mägerl
‎Andrej Mägerl, avstrijski jezuit, filozof in teolog.
Bil je rektor Jezuitskega kolegija v Ljubljani med 29. aprilom 1710 in 22. julijem 1713.